# Avril (Meurthe-et-Moselle)
Avril é uma comuna francesa na região administrativa de Grande Leste, no departamento de Meurthe-et-Moselle. Estende-se por uma área de 20,02 km². Em 2010 a comuna tinha 1 167 habitantes (densidade: 58,3 hab./km²).